# アヴィエーレ (駆逐艦)
アヴィエーレ（Aviere、「飛行士」の意）は17隻のソルダティ級駆逐艦の1隻で、1930年代末から1940年代初頭にイタリア王立海軍向けに建造された。

## 設計と詳細
ソルダティ級駆逐艦は前級のアルフレード・オリアーニ級の小改良したものである。同級の垂線間長は101.6m、全長は106.7mである。全幅は10.15mであり、平均喫水3.15m、満載喫水は4.3mとなる。ソルダティ級の基準排水量は1,850 - 1,880トン、満載排水量は2,490 - 2,590トンとなる。戦時乗組定員は将校および兵員合わせて206名となる。
アヴィエーレは3基のヤーロウ式ボイラーから供給される蒸気を用い、それぞれが一軸のプロペラシャフトを駆動する2基のパーソンズ製ギアード蒸気タービンを動力源としている。最大軸出力48,000shp（36,000kW）および34 - 35ノットで設計されたソルダティ級は、海上公試では軽積載で39 - 40ノットに達した。同級は速度14ノットで2340カイリ、速度34ノットでは682カイリの航続距離を得るのに十分な燃料を搭載できた。
アヴィエーレの主砲は計4門の50口径120㎜砲を、上部構造前後に配置された2基の2連砲塔に搭載していた。船体中央のプラットフォームには15口径120㎜照明弾発射砲を搭載していた。ソルダティ級の対空防御は8門のブレダM35 20mm機関砲が担っていた。船体中央部に3連装2基6門の533mm魚雷発射管を備えていた。対潜戦用のソナーは装備していなかったが一対の爆雷投射機を備えていた。同艦には48発の機雷を搭載することもできた

## 建造と艦歴
アヴィエーレはリヴォルノのOTO造船所で建造され、1937年1月16日に起工され、1937年9月19日に進水、1938年8月31日に竣工した。
イタリアが1940年6月10日に第二次世界大戦に参戦した際、アヴィエーレは同型艦のアルティリエーレ、ジェニエーレ、カミチア・ネーラとともに第11駆逐艦部隊の一部だった。 6月11日に第11駆逐艦部隊の他の同型艦、第12駆逐艦部隊（アスカリ、ランチエーレ、カラビニエーレ、コラッツィエーレ）、第3巡洋艦分隊（重巡洋艦トレント、ポーラ、ボルツァーノ）および第7巡洋艦分隊（軽巡洋艦ムツィオ・アッテンドーロおよびエマヌエレ・フィリベルト・デュカ・ダオスタ）とともにシチリア海峡での偵察任務に赴き、6月19日にはアウグスタからリビアのベンガジへ補給物資を輸送した。
7月7日1545時に専門部隊と第3巡洋艦分隊（トレントおよびボルツァーノ）はメッシーナを出航し、第2艦隊の他の艦艇（重巡洋艦ポーラ、第1、第2および第7巡洋艦分隊の計9隻の駆逐艦部隊および第9、第10、第12および第13駆逐艦艦隊）に加わってリビアへの輸送任務を務めた後に、第1艦隊に加わって7月9日のカラブリア沖海戦に参加した。この衝突でのイタリア艦隊の撤退中に、第11駆逐艦部隊は1615時にイギリス艦艇を発見して攻撃を開始し、特にソルダティ級一番艦のアルティリエーレが張った煙幕から出たアヴィエーレは敵艦から10,800メートルに行ったが、他の3艦（戦艦に対して7発、巡洋艦に対して3発の合計10発の魚雷を発射した）と一緒には魚雷を発射することができなかった。
10月6日の朝、姉妹艦3隻とともにリビアに向かう航路で2隻の商船と4隻の駆逐艦を目視した第3巡洋艦分隊（トレント、トリエステ、ボルツァーノ）に合流し、"CV"作戦を実行するのを支援するためにメッシーナを離れたが、イギリスの戦艦を目視したのちに全艦艇が帰港した。
1940年10月11日から12日にかけての夜、カルロ・タラリゴ中佐の指揮の下、第11部隊の僚艦3隻及び第1部隊の水雷艇（アルチオーネ、アイローネ、アリエル）を伴ってマルタ島東海域に、当海域にいるはずの英艦を探す哨戒任務に派遣された。10月12日の夜の早い時間に、第1部隊の水雷艇3艇がマルタへの船団護衛の後でアレクサンドリアへ帰投中のイギリス海軍の大船団の一部である軽巡洋艦エイジャックスを攻撃し、混乱した対決の後にアイローネとアリエルが沈没したが、エイジャックスの損害は軽微だった。0137時に攻撃に先立って水雷艇は探知信号を送ったが、これは第11部隊の駆逐艦によって異なる時刻に受信された。アヴィエーレは0156時に信号を受信し、北に転針した後に攻撃を率い、0210時に英巡洋艦を目視、魚雷発射の準備を行ったが、魚雷が発射可能になる前の0215時にエイジャックスが砲撃を開始して2斉射が、1斉射は艦首に、もう1斉射は艦尾の電力系統に命中、射撃管制および艦尾の120㎜2連砲が破壊された。0218時、打撃を受けたアヴィエーレは動力を喪失し、深刻な損傷を負い、速力も14ノットに低下したため戦線から退いた。夜明けの直後、アヴィエーレはジェニエーレと合流してアウグスタを目指し、朝に到着した。
1941年2月23日19時、アヴィエーレはアンカラ、マールブルク、ライヒェンフェルス、キブフェルスからトリポリへ向かう商船を護送するためにジェニエーレ、駆逐艦アントーニオ・ダ・ノーリ (駆逐艦)および水雷艇カストーレとともにナポリから出航した。
3月12日と13日にカラビニエーレ、コラッツィエーレ、水雷艇デッツァおよび巡洋艦トレント、トリエステ、ボルツァーノとともにナポリからトリポリへと向かう輸送船団（兵員輸送船コンテ・ロッソ、マルコ・ポーロ、ビクトリア、駆逐艦フォルゴーレ、カミチア・ネーラ、ジェニエーレ）の間接護衛任務を務めた。
4月14日にトリポリへ向かう蒸気船アリカンテ、サンタ・フェ、マリツァ、プローチダを駆逐艦グレカーレ、ジェニエーレ、カミチア・ネーラ、水雷艇プレイアディとともに護衛するためにナポリを出航し、イギリス艦の攻撃を避けるために17日から4月18日の8時までパレルモで停泊したのちに護送船団は航海を続け、リビアの港には20日に到着した。
5月11日に商船プロイセン、ヴァハテル、エルネスト、テンビエン、ジュリア、コル・ディ・ラーナおよび駆逐艦ダルド、ジェニエーレ、グレカーレ、シロッコ、カミチア・ネーラからなる護送船団を護衛してナポリを出航し、14日にトリポリに到着した。
6月3日にアヴィエーレ同様の駆逐艦ダルド、ジェニエーレ、カミチア・ネーラおよび水雷艇ミッソーリに護衛される商船アキタニア、カファーロ、ニルヴォ、モンテッロ、ベアトリーチェ・コスタおよび油槽船ポツァリカからなる「アキタニア」護送船団の一部としてナポリ・トリポリ間を航海し、6月4日にケルケナ諸島の沖合約30kmで航空機からの攻撃を受け、モンテッロが被弾して誰も脱出できないうちに爆破し、ベアトリーチェ・コスタも航行不能となる損害受けてカミチア・ネーラによって沈没させられた。
6月25日、兵員輸送船エスペリア、マルコ・ポーロ、ネプチュニア、オケアニアを駆逐艦ジョベルティ、ジェニエーレおよびダ・ノーリとともに護衛してナポリを出航し（巡洋艦トリエステ、ゴリツィアおよび駆逐艦アスカリ、コラッツィエーレ、カラビニエールが間接的に護衛した）、27日にターラントに停泊したあとで、数回の航空攻撃（エスペリアが軽微な損傷を負った）があったにも関わらず29日にトリポリに到着した。
8月4日、蒸気船ニータ、アキタニア、エルネスト、ニルヴォおよびカステルヴェルデに内燃機タンカーのポツァリカを加えた船団を護衛してナポリを出航し（残りの護衛は駆逐艦ジョベルティ、ジェニエーレ、オリアーニ、バンディエラ・ネーラおよび水雷艇カリオペー）、8月6日にカミチア・ネーラとカリオペーが援護したにも関わらずニータがイギリス空軍830スコードロンの航空機から攻撃されて北緯35度15分、東経12度17分で沈没したが、船団の他の船舶は目的地に翌日到着した。
8月29日から9月2日かけて、駆逐艦オリアーニ、ダ・ノーリ、カミチア・ネーラ、ウソディマーレ、ペッサーニョとともに兵員輸送船ビクトリア、ネプチュニアおよびオケアニアからなる船団を護衛して、初めはナポリからトリポリへ、その後トリポリからターラントへ、英潜水艦アプホルダーから攻撃されたにも関わらず損害を受けずに帰還した。
9月23日、カミチア・ネーラとともに、マルタ島の東に機雷を敷設する目的の駆逐艦ランチエーレ、カラビニエーレ、アスカリ、コラッツィエーレを護衛した。
10月12日と13日の夜、駆逐艦ヴィヴァルディ、マルチェッロ、ピガフェッタ、ダ・ヴェラッツァーノ、カミチア・ネーラおよび軽巡洋艦エウジェニオ・ディ・サヴォイア、モンテクッコリ、デュカ・ダオスタとともに機雷を敷設するはずだったが、地中海艦隊が海域から離脱したことをうけて命令が撤回された。
11月21日0810時、リビアへの2組の船団を間接的に護衛するためにカミチア・ネーラ、ジェニエーレ、コレッツィエーレ、カラビニエーレおよび巡洋艦ガリバルディ、ドゥーカ・デッリ・アブルッツィとともにナポリを出航した 。作戦は航空および水中攻撃（ドゥーカ・デッリ・アブルッツィおよび重巡洋艦トリエステが深刻な損害を受けた）によって失敗し、22日1時にアヴィエーレは帰還する船団を護衛するために巡洋艦ゴリツィアとともにターラントで離脱した。
12月13日の1940時、戦艦ドーリア、巡洋艦ムツィオ・アッテンドーロ、デューカ・ダオスタおよび駆逐艦アスカリ、カミチア・ネーラとともにM41作戦（商船6、駆逐艦1、水雷艇1を含むリビアへの3船団）を間接的に護衛するためにターラントから出航したが、2隻の商船（ファビオ・フィルツィとカルロ・デル・グレコ）が沈められ、戦艦ヴィットリオ・ヴェネトが深刻な損傷を受けた潜水艦からの攻撃によって打撃を受け、アヴィエーレは駆逐艦ヴィヴァルディ、ダ・ノーリ、ジェニエーレ、カラビニエーレ、カミチア・ネーラおよび水雷艇リンス、アレテューサとともにターラントにもどるヴィットリオ・ヴェネトを護衛するために出向いた。
12月16日、アスカリ、カミチア・ネーラおよび戦艦ドゥイリオ、巡洋艦デューカ・ダオスタ、アッテンドーロ、モンテクッコリとともにリビアへの船団輸送作戦M42（補給品14,770トンと兵員212名を積載した4隻の輸送船、駆逐艦7隻および水雷艇1が使用された）の近接防御を行い、成功裏に完了した。
1942年1月3日1850時、駆逐艦カラビニエーレ、アルピーノ、アスカリ、ピガフェッタ、ジェニエーレ、ダ・ノーリ、カミチア・ネーラ、重巡洋艦トレントおよびゴリツィア、戦艦リットリオ、チェザーレ、ドーリアとともにM43作戦（総計商船6、駆逐艦6、水雷艇5からなるリビアへの3つの船団）を間接的に護衛するためにターラントを出航し、1月5日17時にアヴィエーレも属する「リットリオ」グループの全ての商船が無事に目的地に到着し、トーラントへと帰還した。
1月22日、駆逐艦ヴィヴァルディ、マロチェッロ、ダ・ノーリ、ジェニエーレ、カミチア・ネーラおよび水雷艇オルサとカストーレとともに「T.18」作戦（ターラントから出航した兵員輸送船ビクトリアとメッシーナから出航した物資15,000トン、戦車97両、車両271両、人員1,467名を積載した貨物船ラヴェッロ、モンヴィーゾ、モンジネヴロ、ヴェットール・ピサニからなる輸送船団）を直接護衛していたが、航海中の23日にビクトリアが雷撃機3機からの攻撃で行動不能となり、救助のためにアヴィエーレとカミチア・ネーラが停戦したが航空機4機による第二波攻撃によって同船にとどめが刺された（乗船していた1455名のうち、1063名は救助された）。
2月21日の16時に駆逐艦アスカリ、ジェニエーレ、カミチア・ネーラおよぼ戦艦ドゥイリオとともにターラントを出航し、「K7」作戦（トリポリを目指した貨物船5、油槽船1、駆逐艦10、水雷艇2からなる2船団）を間接的に護衛した。
3月の7日から10日には巡洋艦ガリバルディおよびエウジェニオ・ディ・サヴォイアとともに「V5」交通作戦（リビアに4隻の高速船を送るもの）に参加した。
3月21日深夜、アヴィエーレと駆逐艦グレカーレ、アスカリ、オリアーニからなる部隊は戦艦リットリオとともにターラントを離れ、第2次シルテ湾海戦に参加したが、重要な役割は果たさなかった。
1942年にはアヴィエーレは120mm照明弾発射砲の撤去および4門の20mm対空砲の搭載を施された。
同年8月、同艦の艦長イグナツィオ・カストロジョヴァンニが部隊の指揮をとった。
8月中旬の戦い中の8月11日から12日にかけての夜間、すでに航空機、潜水艦および魚雷艇によって損害を受けたイギリスの「ペデスタル」船団を攻撃して殲滅することを目標として、第3巡洋艦艦隊（トリエステ、ゴリツィアおよぼボルツァーノ）と第7巡洋艦艦隊（エウジェニオ・ディ・サヴォイア、アッタンドーロおよびモンテクッコリ）および駆逐艦9隻とともい出航したが、編隊は敵の攻撃を警戒して帰還を命じられ、帰投中に英潜水艦アンブロークンによる魚雷攻撃でボルツァーノが深刻なダメージを受けた。アヴィエーレとジェニエーレは炎の中でボルツァーノを曳航し、パナレアの近くで座礁させた。
同年9月、8隻の護衛艦艇によって保護された商船4隻（そのうちの1隻は空襲による損害のために引き返すことになった）からなるリビアへの交通作戦に際しては指揮艦艇となった。
それに続いて第11部隊の僚艦とともにリビアへの輸送任務、錫の中のガソリンを実施した。
同年10月17日にジェニエーレおよびカミチア・ネーラとともに、内燃機船アンカラの護衛としてコルフ島から出航し、船団は水雷艇オルサおよびアレテューサに護衛された内燃機船モンジネヴロ（ブリンディジから出航）と合流し、駆逐艦アルピーノで補強され、航海の終わりに向けて船団を分割し、他船がトブルクに向かった間に、アヴィエーレ、モンジネヴロ、ジェニエーレ、カミチア・ネーラがベンガジで追いついた.
1942年12月16日、独内燃機船アンカラをビゼルトまで護衛するために、姉妹艦カミチア・ネーラとともにナポリを出航した。
12月17日の1115時、ビゼルタの北方約60km地点で、英潜水艦スプレンディドが数発の魚雷で船団を攻撃し、一発がアヴィエーレに命中して爆発、アヴィエーレは右舷側に旋回して、艦体が二つに折れ、数秒後に北緯38度00分、東経10度05分に沈没した。
アヴィエーレには230名から250名が乗っており、100名ほどは船を離れる時間があったが、全速力で離脱していたカミチア・ネーラとアンカラに救助された生存者はおらず、艦の沈降があまりにも急激で激しかったため、さまざまな残骸に加えて2叟の救命筏だけが上部構造から外れていた。午後になって水雷艇カリオペーとペルセオが難破した艦に到着した時には、生き残っていたのは2人だけの将校（副官のオリント・ディ・セリオと機関士、後者はナフサを飲み込んだ結果、トラパーニのトレビアンカ病院で死亡した）を含む30人だけが生き残っていた。
死者・行方不明者220名（別の資料では200名）の中には司令官のカストロジョバンニもいたが、彼は部下を集めて励ました後で、疲れ果てた水平に救命筏の自分の場所を譲り、海中に姿をけし、この記憶のために武功勲章が授与された。

### 指揮官
ジョバンニ・ヴィアンシーノ中佐（1900年12月5日生）（1938年8月31日 - 1940年）
カルロ・タラリゴ・ディ・ザガリーゼ・エ・セルサーレ中佐（1901年6月13日シエナ生まれ）（1940年6月10日 - 1940年11月19日）
ルチアーノ・ビギ大佐（1898年12月13日モルチアーノ・ディ・ロマーニャ生まれ）（1940年11月20日 - 1942年2月25日）
ガストーネ・ミノッティ大佐（1898年8月18日ナポリ生まれ）（1942年2月16日 - 1942年8月30日）
イグナツィオ・カストロジョバンニ大佐（1896年8月18日パレルモ生まれ）（1942年8月31日 - 1942年12月17日）

## 参考資料
- Cocchia (2004). Convogli. Un marinaio in guerra 1940-1942. Mursia. ISBN 978-88-425-3309-2. Aldo Cocchia
- Gioregerini, Giorgio (2002). La guerra italiana sul mare. La Marina tra vittoria e sconfitta, 1940-1943. Mondadori. ISBN 978-88-04-50150-3. Giorgerini
- Rocca, Gianni (1987). Fucilate gli ammiragli. La tragedia della Marina italiana nella seconda guerra mondiale. Mondadori. ISBN 978-88-04-43392-7. Gianni Rocca